# Révolution d'Octobre
Pour les articles homonymes, voir Révolution russe (homonymie) et Octobre rouge (homonymie).
Sauf précision contraire, les dates de cet article sont sous-entendues dans le calendrier grégorien.
Révolution russe
La révolution d'Octobre (en russe : Октябрьская революция, Oktiabrskaïa revolioutsia), aussi connue sous le nom de révolution bolchevique, parfois sous le nom d'octobre rouge (en russe : Красный Октябрь, Krasnyi Oktiabr),, est la deuxième phase de la révolution russe de 1917, après celle survenue en février.
Elle a lieu, selon le calendrier julien, dans la nuit du 25 octobre 1917 (7 novembre dans le calendrier grégorien).
La révolution d'Octobre a été favorisée par l'échec des gouvernements issus de la révolution de février face à la situation désastreuse de la Russie dans la Première Guerre mondiale : défaites militaires, usines peu productives, réseau ferroviaire inefficace, crise des obus de 1915. Au moment de l'entrée en guerre en 1914, tous les partis politiques ont été favorables à la participation de la Russie à la guerre contre l'Allemagne, sauf le parti bolchevique, dirigé par Lénine et le Parti ouvrier social-démocrate de Russie. Mais à cette époque, on n'imagine pas les désastres que va subir la Russie, pays relativement peu développé sur le plan industriel.
Or, après la révolution de février, alors que tout part à vau-l'eau, le gouvernement provisoire fait le choix de poursuivre la guerre aux côtés des alliés de la Russie, la France et la Grande-Bretagne. Cela empêche la mise en œuvre de grandes réformes et rend rapidement le gouvernement très impopulaire. L'armée russe connaît simultanément une vague de désertions qu'elle est incapable d'empêcher.
Le programme bolchevique d'avril 1917, résumé par les slogans « la paix, la terre et le pain » (мир, земля и хлеб) et « Tout le pouvoir aux soviets ! » (Вся власть Советам!), correspond mieux aux souhaits de la population et notamment des soldats mobilisés. La popularité du parti bolchevique, dont la propagande est intense, augmente et les bolcheviques sont de plus en plus nombreux dans les soviets, notamment ceux de Moscou et de Petrograd.
Après une période de répression (juillet-août), où Lénine est obligé de fuir en Finlande, la situation militaire empirant et le gouvernement étant menacé par des généraux contre-révolutionnaires (Kornilov), les bolcheviques peuvent se réinstaller à Petrograd.
Le 25 octobre 1917 (7 novembre dans le calendrier grégorien), Lénine et Trotski lancent leurs partisans dans un soulèvement armé contre le gouvernement provisoire, alors dirigé par le socialiste Kerenski. Ils prennent le contrôle de Petrograd sans se voir opposer de résistance sérieuse.
Le lendemain, Trotski annonce la dissolution du gouvernement provisoire lors de l'ouverture du Congrès panrusse des soviets des députés ouvriers et paysans, qui compte 649 délégués dont 390 bolcheviks. Les représentants des Soviets de tout le pays approuvent l'insurrection. Le congrès adopte les décrets transférant tous les pouvoirs aux soviets ainsi que les décrets sur la terre, sur la paix (qui prévoit une demande immédiate de négociations de paix avec les Allemands), sur les nationalités et sur le contrôle ouvrier dans les usines.
Au lendemain de la révolution d'Octobre, la Russie devient le premier État qui se revendique socialiste (au sens marxiste) de l'Histoire.

## Contexte

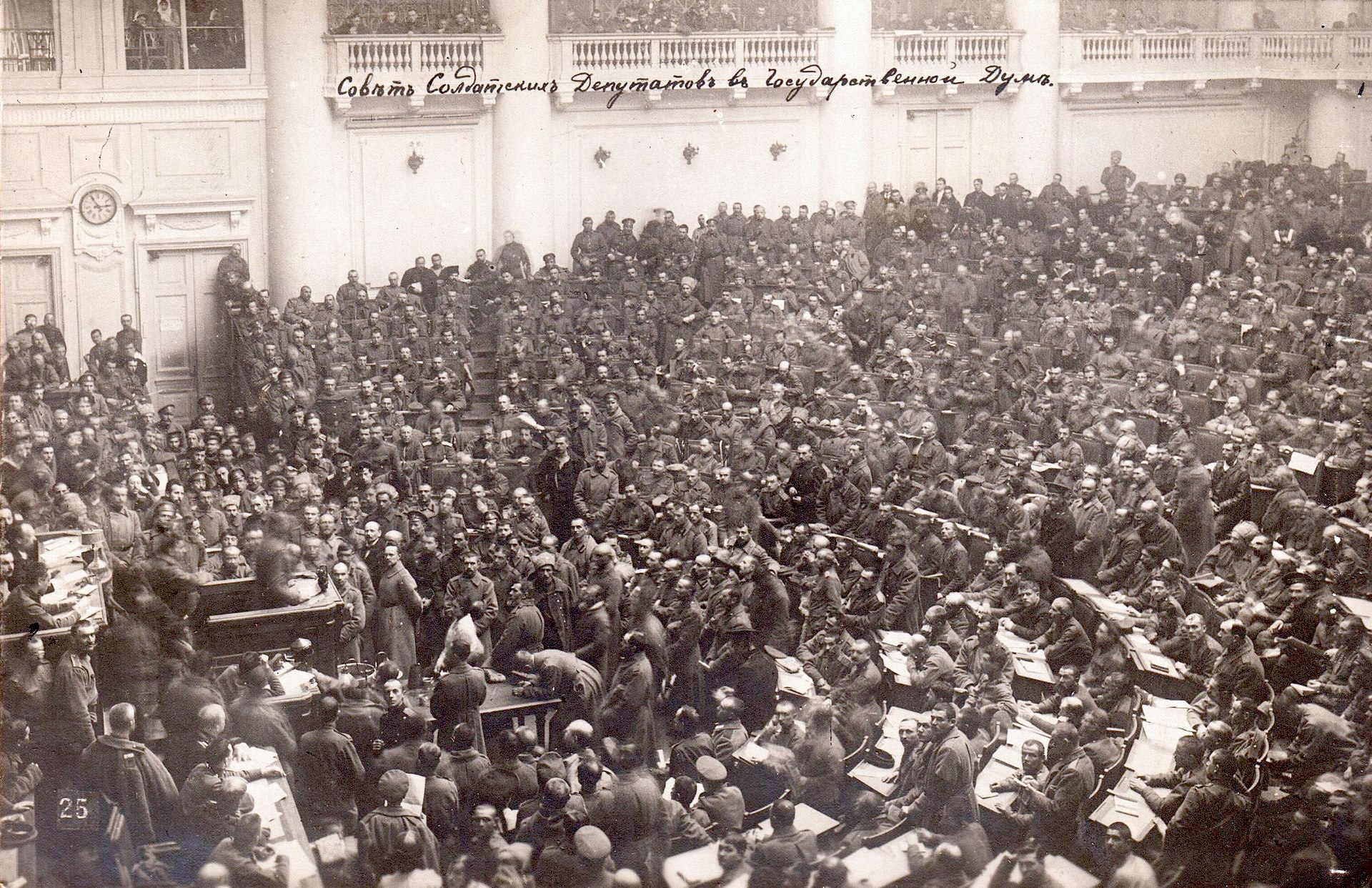
Le soviet de Petrograd en 1917.

À l'automne 1917, les conséquences de l'affaire Kornilov sont importantes : les masses se sont réarmées, les bolcheviques peuvent sortir de leur semi-clandestinité et les prisonniers politiques de juillet, dont Trotsky, sont libérés par les marins de Kronstadt. Pour mater le putsch, Kerensky a appelé à l’aide tous les partis révolutionnaires, acceptant la libération et l’armement des bolcheviks eux-mêmes. Il a perdu le soutien de la droite, qui ne lui pardonne pas l’échec du putsch, sans pour autant rallier la gauche, qui le juge trop indulgent dans la répression des complices de Kornilov, encore moins l’extrême-gauche bolchevique, à laquelle Lénine, de sa cachette, a fixé le mot d’ordre : « Aucun soutien à Kerenski, lutte contre Kornilov ».
De plus en plus d’ouvriers et soldats pensent qu’il ne saurait y avoir de conciliation entre l’ancienne société défendue par Lavr Kornilov et la nouvelle. Le putsch et l’effondrement du gouvernement provisoire, en donnant aux soviets la direction de la résistance, renforce l’autorité et accroît l’audience des bolcheviques. Leur prestige se trouve grandi : aiguillonnées par la contre-révolution, les masses se radicalisent, des soviets, des syndicats se rangent du côté des bolcheviques. Le 31 août, le soviet de Petrograd accorde la majorité aux bolcheviques et élit Léon Trotski à sa présidence le 30 septembre.
Toutes les élections témoignent de cette montée ; ainsi, aux élections municipales de Moscou, entre juin et septembre, les socialistes révolutionnaires russes (SR) passent de 375 000 suffrages à 54 000, les mencheviks de 76 000 à 16 000, les démocrates constitutionnels (KD) de 109 000 à 101 000, alors que les bolcheviques passent de 75 000 à 198 000 voix. Le mot d’ordre « tout le pouvoir aux soviets » dépasse largement les bolcheviques et est repris par des ouvriers SR ou mencheviks. Le 31 août, le soviet de Petrograd et 126 soviets de province votent une résolution en faveur du pouvoir des soviets.
La révolution se poursuit et s’accélère, surtout dans les campagnes. Pendant cet été 1917, les paysans passent à l’action et s’emparent des terres des seigneurs, sans plus attendre la réforme agraire promise et constamment retardée par le gouvernement. La paysannerie russe renoue en fait avec sa longue tradition de vastes soulèvements spontanés (le bunt), qui avaient déjà marqué le passé national, ainsi lors des grandes révoltes de Stenka Razine au XVIIe siècle ou d'Emelian Pougatchov (1774-1775) au temps de Catherine II. Pas toujours violentes, ces occupations massives des terres sont toutefois souvent le théâtre de déchaînements spontanés où les propriétés des maîtres sont brûlées, eux-mêmes maltraités voire assassinés. Cette immense jacquerie, sans doute la plus importante de l’histoire européenne, est globalement victorieuse, et les terres sont partagées, sans que le gouvernement condamne ou ratifie le mouvement.
Apprenant que le « partage noir » est en train de s’accomplir dans leurs villages, les soldats, largement d’origine paysanne, désertent en masse afin de pouvoir participer à temps à la redistribution des terres. L’action de la propagande pacifiste, le découragement après l’échec de l’ultime offensive de l’été font le reste. Les tranchées se vident peu à peu.
Ainsi les bolcheviques, qu’on qualifiait encore en juillet d’une « insignifiante poignée de démagogues » contrôlent la majorité du pays[réf. nécessaire]. Dès juin 1917, à une séance du Ier congrès des soviets, Lénine avait déjà annoncé ouvertement que les bolcheviques étaient prêts à prendre le pouvoir mais, sur le moment, ses paroles n’avaient pas été prises au sérieux.

## L'insurrection

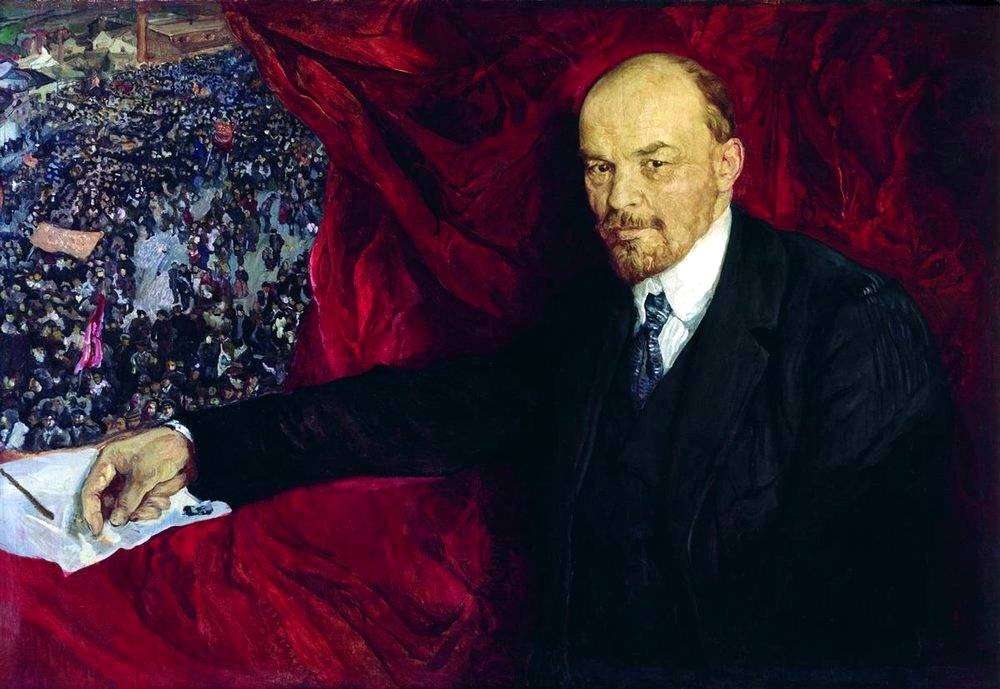
Portrait de Lénine, réalisé en 1919 par Isaak Brodsky.

En octobre 1917, Lénine et Trotski considèrent que le moment est venu d’en finir avec la situation de double pouvoir (gouvernement provisoire et soviet des députés ouvriers et des délégués des soldats de Petrograd).
Les débats au sein du comité central du Parti bolchevique afin que celui-ci organise une insurrection armée et prenne le pouvoir sont vifs. Certains autour de Kamenev et Zinoviev considèrent qu’il faut encore attendre, car le parti est déjà assuré de la majorité dans les soviets et se retrouverait à leur avis isolé en Russie comme en Europe s’il prenait le pouvoir seul et non au sein d’une coalition de partis révolutionnaires. Mais Lénine et Trotski l’emportent et après avoir résisté, le Comité approuve et organise l’insurrection, dont Lénine fixe la date pour la veille de l’ouverture du IIe congrès des soviets, qui doit se réunir le 25 octobre.
Un Comité militaire révolutionnaire est créé au sein du soviet de Petrograd et dirigé par Trotski, président de ce dernier. Il est composé d’ouvriers armés, de soldats et de marins. Il s’assure le ralliement ou la neutralité de la garnison de la capitale et prépare méthodiquement la prise d’assaut des points stratégiques de la ville. La préparation du coup de force se fait presque au vu et au su de tous, les plans livrés par Kamenev et Zinoviev sont même disponibles dans les journaux et Kerenski lui-même en vient à souhaiter l’affrontement final qui viderait l’abcès.
L’insurrection est lancée dans la nuit du 6 au 7 novembre 1917 (24 au 25 octobre du calendrier julien). Les événements se déroulent presque sans effusion de sang. Les gardes rouges conduits par les bolcheviques prennent sans résistance le contrôle des ponts, des gares, de la banque centrale, des centraux postal et téléphonique, avant de lancer un assaut final sur le palais d'Hiver. Les films officiels tournés plus tard montrèrent ces évènements sous un angle héroïque, bien que dans la réalité les insurgés n’eurent à faire face qu’à une faible résistance. En effet, parmi les troupes cantonnées dans la capitale, seuls quelques bataillons d’élèves officiers (junkers) soutiennent le gouvernement provisoire, l’immense majorité des régiments se prononçant pour le soulèvement ou se déclarant neutres. Selon l'historien Richard Pipes, on ne dénombre que cinq morts et quelques blessés. D'après sa confrère Ioulia Kantor, une canonnade d'artillerie en direction des chambres de l'hôpital installées dans les salles de réception du palais, occupées par des blessés alités, a fait « plusieurs dizaines de morts ». Pendant l’insurrection, les tramways continuent à circuler, les théâtres à jouer, les magasins restent ouverts. Un des événements décisifs du XXe siècle a lieu dans l'indifférence.
Si une poignée de partisans a pu se rendre maître de la capitale face à un gouvernement provisoire que plus personne ne soutient, le soulèvement doit maintenant être ratifié par les masses. Le lendemain, 25 octobre, Trotski annonce officiellement la dissolution du gouvernement provisoire lors de l’ouverture du Congrès pan-russe des soviets des députés ouvriers et paysans (562 délégués étaient présents dont 382 bolcheviques et 70 SR de gauche).
Mais une partie des délégués considéraient que Lénine et les bolcheviques avaient pris le pouvoir illégalement et une cinquantaine quittèrent la salle. Les démissionnaires, socialistes révolutionnaires de droite et mencheviks, créeront dès le lendemain un « Comité de Salut de la Patrie et de la Révolution ». Ces défections furent accompagnées de cette résolution improvisée de Lev Trotski : « Le 2e Congrès doit constater que le départ des mencheviks et des SR est une tentative criminelle et sans espoir de briser la représentativité de cette assemblée au moment où les masses s’efforcent de défendre la révolution contre les attaques de la contre-révolution ». Le jour suivant, les Soviets ratifient la constitution d’un Conseil des commissaires du peuple intégralement constitué de bolcheviks, comme base du nouveau gouvernement, en attendant la convocation d’une assemblée constituante. Lénine se justifiera le lendemain aux représentants de la garnison de Petrograd en affirmant « Ce n’est pas notre faute si les S-R et les mencheviks sont partis. Nous leur avons proposé de partager le pouvoir […]. Nous avons invité tout le monde à participer au gouvernement ».

## Le nouveau gouvernement
Dans les quelques heures qui suivirent, une poignée de décrets allait jeter les bases du nouveau régime. Lorsque Lénine fit sa première apparition publique, il fut ovationné et sa première déclaration fut : « Nous allons maintenant procéder à la construction de l’ordre socialiste ».
Tout d’abord, Lénine annonce l’abolition de la diplomatie secrète et la proposition à tous les pays belligérants d’entamer des pourparlers « en vue d’une paix équitable et démocratique, immédiate, sans annexion et sans indemnité ».
Ensuite, est promulgué le décret sur la terre : « la grande propriété foncière est abolie immédiatement sans aucune indemnité ». Il laisse aux soviets de paysans la liberté d’en faire ce qu’ils désirent, socialisation de la terre ou partage entre les paysans pauvres. Le texte entérine en fait une réalité déjà existante, puisque les paysans se sont déjà emparés des terres pendant l’été 1917. Mais ce faisant, il gagne aux bolcheviks la neutralité bienveillante des campagnes, au moins jusqu’au printemps 1918.
Enfin un nouveau gouvernement, baptisé « conseil des commissaires du peuple » est nommé. D’autres mesures suivront, comme une nouvelle abolition de la peine de mort (malgré la réticence de Lénine qui la jugeait dans les cas de guerre de classe indispensable), la nationalisation des banques (14 décembre), le contrôle ouvrier sur la production, la création d’une milice ouvrière, la journée de huit heures, la souveraineté et l’égalité de tous les peuples de Russie, leur droit à disposer d’eux-mêmes y compris par la séparation politique et la constitution d’un État national indépendant, l'annulation des engagements russes sur les emprunts obligataires, la suppression de tout privilège à caractère national ou religieux, la séparation de l'Église orthodoxe et de l'État, le passage du calendrier julien au calendrier grégorien, etc. La réussite d’Octobre acheva dans l’immédiat certains prémices de la Révolution russe nés en février, en prenant en 33 heures des mesures que le gouvernement provisoire n’avait pas prises en 8 mois d’existence.
En 1871, les ouvriers parisiens avaient pris le pouvoir pendant la Commune de Paris. Cette première expérience de « dictature du prolétariat » (comme Friedrich Engels l’a qualifiée) s’était terminée par le massacre de 10 000 à 20 000 communards et des déportations en masse. En prenant le pouvoir à Petrograd, Lénine et Trotski savaient qu’ils ne pourraient tenir sans le renfort de pays industrialisés, l’Allemagne, la France et l’Angleterre ; en attendant, il s’agit pour eux de tenir plus que les 72 jours de la Commune de Paris.

## La nature d’Octobre: révolution, coup d’État, coup d’État et révolution?
Dès les premières heures qui suivent le 7 novembre, et jusqu’à nos jours, nombre d’acteurs et de commentateurs ont considéré la « révolution d'Octobre » comme étant en réalité un simple coup d'État d’une minorité résolue et organisée, qui visait à donner « tout le pouvoir aux bolcheviks » et non aux soviets. L'Humanité, principal quotidien socialiste français, titre ainsi le 9 sur le « coup d’État en Russie » qui vient d’amener Lénine et les « maximalistes » au pouvoir.
L’historien Alessandro Mongili relève d’ailleurs que dans les années suivantes, les bolcheviks eux-mêmes n’hésitent pas à parler entre eux de leur « coup » d’Octobre (perevorot). Dans son autobiographie, Trotski utilise indifféremment les termes « insurrection », « conquête du pouvoir » et « coup d’État ». La communiste allemande Rosa Luxemburg parle elle aussi du « coup d’État d’octobre ».
Marc Ferro considère qu’Octobre est à la fois, techniquement, un putsch, mais qui ne s’explique que dans le contexte d’ébullition révolutionnaire générale dans tout le pays et dans toute la société. Les forces populaires ont apporté un soutien au moins tacite à l’entreprise bolchevique, face à un gouvernement discrédité et déjà impuissant :

« Aux militants révolutionnaires de 1917, Octobre apparut comme un coup d’État contre la démocratie, comme une sorte de putsch accompli par une minorité qui sut prendre le pouvoir et le garder. Jugement excessif puisqu’au IIe Congrès des soviets, réuni en pleine insurrection, il y avait une majorité de bolcheviks, qu’une partie des SR et des mencheviks s’y rallia aux vainqueurs, et que les futurs dirigeants de l’État soviétique, Lénine, Trotski, Kamenev, Zinoviev, étaient élus en tête du Présidium. […] Le jugement des nouveaux opposants, mencheviks, populistes, anarchistes, est également partial en ce sens que les bolcheviks accomplissaient par priorité après six mois de lutte et de tergiversations ce que les classes populaires demandaient : que les chefs militaires, les propriétaires, les riches, les prêtres et autres « bourgeois » soient définitivement expulsés de l’Histoire. Par contre, il est indéniable qu’en participant à l’insurrection et en aidant les bolcheviks à prendre le pouvoir, les soldats, ouvriers et marins croyaient que le pouvoir passerait aux Soviets. Pas un instant, ils n’imaginaient que les bolcheviks, en leur nom, garderaient ce pouvoir pour eux tout seuls, et pour toujours. »

Évoquant les « paradoxes et malentendus d’Octobre », Nicolas Werth résume ainsi les débats et les thèses opposées, souvent non dénués d’arrière-pensées et de parti-pris idéologiques :

« Pour une première école historique qu’on pourrait qualifier de « libérale », la révolution d’Octobre n’a été qu’un putsch imposé par la violence à une société passive, résultat d’une habile conspiration tramée par une poignée de fanatiques disciplinés et cyniques, dépourvus de toute assise réelle dans le pays. Aujourd’hui, la quasi-totalité des historiens russes, comme les élites cultivées et les dirigeants de la Russie post-communiste a fait sienne la vulgate libérale. Privée de toute épaisseur sociale et historique, la révolution d’Octobre 1917 n’a été qu’un accident qui a détourné de son cours naturel la Russie pré-révolutionnaire, une Russie riche, laborieuse et en bonne voie vers la démocratie […]. Si le coup d’État bolchévique de 1917 n’a été qu’un accident, alors le peuple russe n’a été qu’une victime innocente. Face à cette interprétation, l’historiographie soviétique a tenté de montrer qu’Octobre avait été l’aboutissement logique, prévisible, inévitable, d’un itinéraire libérateur entrepris par les « masses » consciemment ralliées au bolchevisme. […] Rejetant la vulgate libérale comme la vulgate marxisante, un troisième courant historiographique s’est efforcé de « dés-idéologiser » l’histoire, de comprendre, comme l’écrivit Marc Ferro, que l’insurrection d’Octobre 1917 ait pu être à la fois un mouvement de masse et que seul un petit nombre y ait participé. »

C’est pourquoi, selon cet historien, loin des « simplismes » libéraux ou marxistes,

« la révolution d’Octobre 1917 nous apparaît comme la convergence momentanée de deux mouvements : une prise du pouvoir politique, fruit d’une minutieuse préparation insurrectionnelle, par un parti qui se distingue radicalement, par ses pratiques, son organisation et son idéologie, de tous les autres acteurs de la révolution ; une vaste révolution sociale, multiforme et autonome […] une immense jacquerie paysanne d’abord, […] l’année 1917 [étant] une étape décisive d’une grande révolution agraire, […] une décomposition en profondeur de l’armée, formée de près de 10 millions de soldats-paysans mobilisés depuis 3 ans dans une guerre dont ils ne comprenaient guère le sens […], un mouvement revendicatif ouvrier spécifique, […], un quatrième mouvement enfin […] à travers l’émancipation rapide des nationalités et des peuples allogènes […]. Chacun de ces mouvements a sa propre temporalité, sa dynamique interne, ses aspirations spécifiques, qui ne sauraient évidemment être réduites ni aux slogans bolcheviques ni à l’action politique de ce parti […]. Durant un bref mais décisif instant — la fin de l’année 1917 — l’action des Bolcheviks, minorité politique agissante dans le vide institutionnel ambiant, va dans le sens des aspirations du plus grand nombre, même si les objectifs à moyen et à long terme sont différents pour les uns et pour les autres. »

Selon sa conclusion, en octobre 1917, « momentanément, coup d’État politique et révolution sociale se télescopent, avant de diverger vers des décennies de dictature ».

## Le problème de la coalition

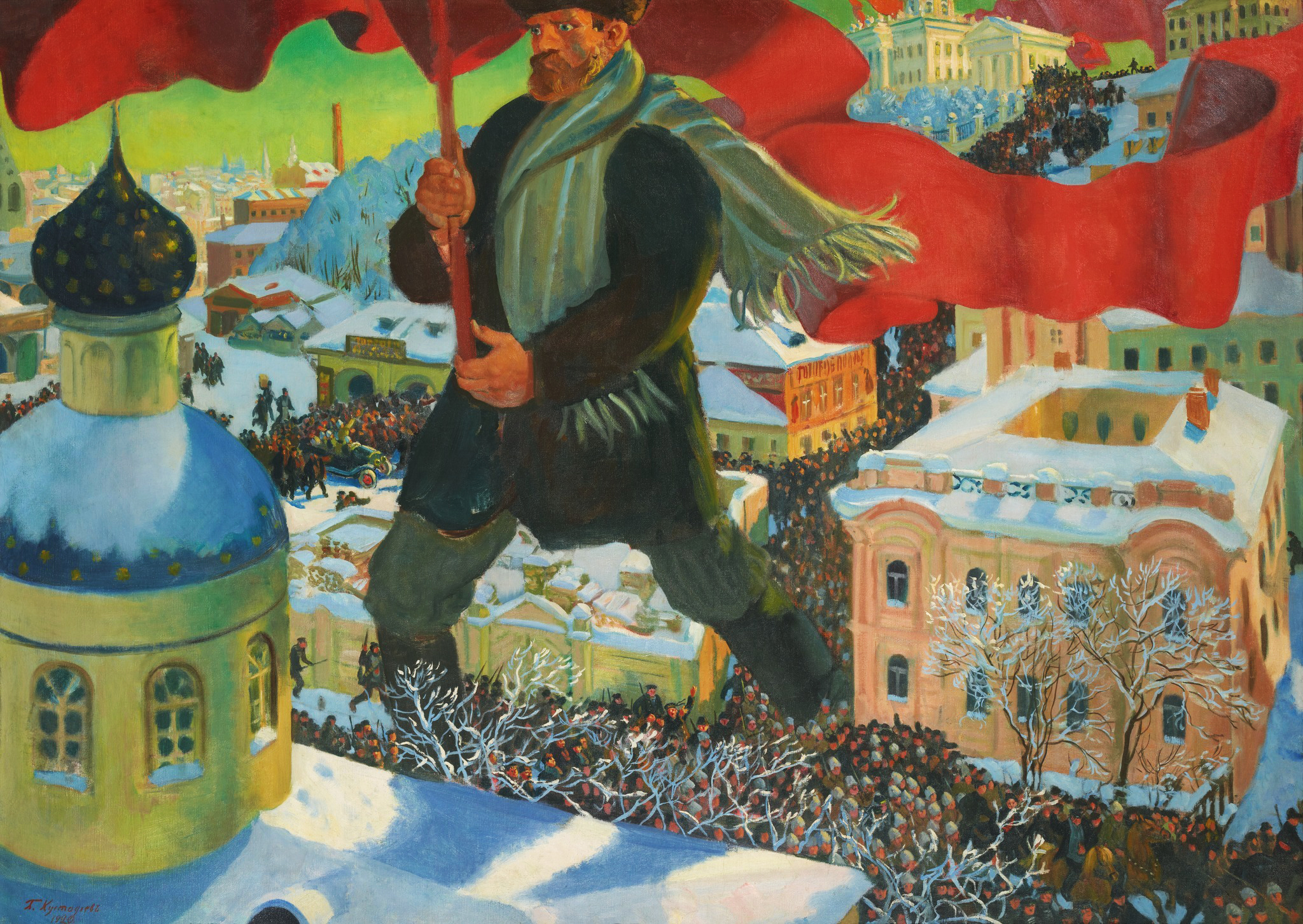
Le Bolchevik (en russe : Большевик) est un tableau de l'époque soviétique du peintre Boris Koustodiev, réalisé en 1920

Le 2e Congrès des Soviets avait approuvé la nomination du gouvernement composé uniquement de bolcheviks. Or pour de nombreux militants bolcheviques, cette solution n'est pas acceptable. Victor Serge écrit : « On affirme que les bolcheviques voulurent tout de suite le monopole du pouvoir. Autre légende ! Ils redoutaient l'isolement du pouvoir. Nombre d'entre eux furent, au début, partisans d'un gouvernement de coalition socialiste ». De fait dès le lendemain de l'insurrection victorieuse, la quasi-totalité des délégués au congrès des soviets votent une résolution du menchevik Julius Martov, soutenue par le bolchevique Lounatcharski, demandant que le Conseil des commissaires du peuple soit élargi à des représentants d'autres partis socialistes. Le syndicat des cheminots, le Vikhjel, reprend cette revendication.
L’opportunité de créer une coalition socialiste entraîne de vifs débats au sein du parti bolchevique, les dirigeants étant divisés sur le fait de partager le pouvoir ou sur les concessions possibles et mène le parti bolchevique au bord de la scission (plusieurs dirigeants démissionnent de leurs postes pour dénoncer le refus d'une coalition par Lénine : « Ce groupe (Zinoviev, Kamenev, Rykov et Noguine) s’indigna des tentatives de Lénine pour faire échouer les négociations, et de son comportement à l’égard des autres partis socialistes à la veille des élections, notamment dans la question fondamentale de la liberté de la presse »). Le commissaire du peuple au travail Chliapnikov, ainsi que Riazanov, se joignent aux protestations contre le refus de Lénine. Finalement une délégation, conduite par Kamenev, rencontre les représentants mencheviks et SR, qui exigent le désarmement des gardes rouges et un gouvernement sans Lénine ni Trotski.
Mis en difficulté au cours d’un comité central du parti bolchevique, Lénine est contraint de transiger : il refuse la poursuite des négociations en vue d’une coalition unissant tous les socialistes mais accepte que des négociations se poursuivent uniquement avec les SR de gauche. Certains SR de gauche entrent ainsi au gouvernement en décembre 1917.

## Les premiers jours d’un nouvel État
Les avis sur les premiers jours suivant le changement de pouvoir d’Octobre sont partagés.
Pour certains, il s’agit dès le début d’une dictature. Maxime Gorki écrit le 7 décembre 1917 : « Les bolcheviks ont placé le Congrès des soviets devant le fait accompli de la prise du pouvoir par eux-mêmes, non par les soviets. […] Il s’agit d’une république oligarchique, la république de quelques commissaires du peuple ».
Dès le lendemain du 7 novembre, sept journaux de la capitale sont interdits. Il s'agit selon Victor Serge de sept journaux prônant ouvertement la résistance armée au « coup de force des agents du Kaiser ». Mais les partis socialistes conservent leur presse, comme celui de Maxime Gorki. Selon Victor Serge, la presse légale menchevique ne disparaît qu’en 1919, celle des anarchistes hostiles au régime en 1921, celle des SR de gauche dès juillet 1918 du fait de leur révolte contre les bolcheviks.
Mais les bolcheviques s’étaient, avant qu’ils prennent le pouvoir, prononcés pour la liberté de la presse, y compris Lénine, et cette volte-face n’est pas acceptée par de nombreux bolcheviques. Marc Ferro considère que « contrairement à la légende, la suppression de la presse bourgeoise ou des feuilles SR n'émane ni de Lénine ni des sphères dirigeantes du parti bolcheviques » mais « du public, en l'occurrence des milieux populaires insurgés ».
Alors qu'à peu près tous les fonctionnaires de Petrograd se sont mis en grève pour protester contre le coup de force, des listes publiques dénoncent ceux qui refusent de servir le nouveau pouvoir. Le 10 décembre, les dirigeants du parti KD, qui ont pris la tête de la résistance armée au gouvernement bolchevique, sont déclarés en état d'arrestation.
D'autres estiment que c’est surtout la clémence qui marque les premiers temps du régime soviétique. Les ministres du gouvernement provisoire sont arrêtés et rapidement relâchés. La plupart participeront par la suite à la guerre civile aux côtés des armées blanches. Le général Krasnov, qui s'est soulevé au lendemain de l'insurrection d'Octobre, est remis en liberté avec d'autres officiers contre leur parole de ne pas reprendre les armes contre le régime soviétique. Ils formeront les cadres de l’armée blanche dans les mois suivants.
Pour Nicolas Werth, le nouveau pouvoir entreprend une reconstruction autoritaire de l'État au détriment des instances de contre-pouvoir nées spontanément de la société civile : comités d'usine, coopératives, syndicats ou soviets sont déjà noyautés, subordonnés ou transformés en coquilles vides. « En quelques semaines (fin octobre 1917 - janvier 1918), le « pouvoir par en-bas », le « pouvoir des soviets » qui s'était développé de février à octobre 1917 (…) se transforme en un pouvoir par en-haut, à l'issue de procédures de dessaisissement bureaucratiques ou autoritaires. Le pouvoir passe de la société à l'État, et dans l'État au parti bolchevique ».

## Vers la guerre civile

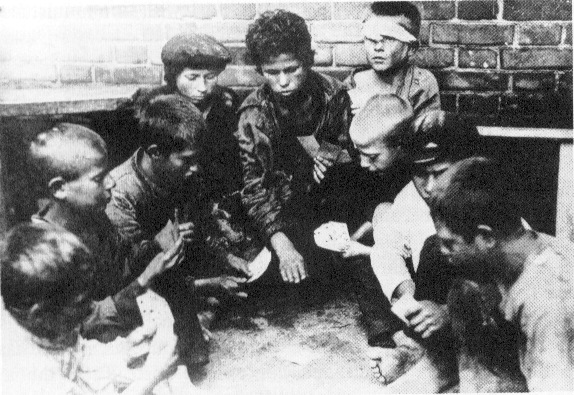
Orphelins des rues, victimes de la famine de 1920-1921.

Lorsque les bolcheviques prennent le pouvoir à Petrograd, l'État russe est en déliquescence, l'armée n'existe pratiquement plus, l'ancien empire russe est en voie de dislocation sous l'action de forces centrifuges, et la population en proie à d'énormes convulsions sociales révolutionnaires. En outre, la Grande Guerre continue.
Dans ces conditions, beaucoup ne voyaient la révolution d'Octobre que comme une péripétie supplémentaire et peu osaient croire à la survie durable du nouveau régime bolchevique. C'est au point qu'en janvier 1918, Lénine esquissera quelques pas de danse dans la neige le jour où son gouvernement dépassera d'une journée la durée de la Commune de Paris de 1871.
Dès le 12 novembre, le nouveau pouvoir doit faire échec à une tentative de reconquête de Petrograd menée par Kerenski et les Cosaques du général Krasnov. Ces derniers sont appuyés à Petrograd même par une mutinerie des élèves officiers (junkers), dont les SR ont pris la tête. Les junkers sont rapidement défaits par les gardes rouges. Arrivés à 20 kilomètres de la capitale, les cosaques rencontrent la résistance de ces derniers et subissent des pertes importantes.
De son côté, le grand Quartier général (la « Stavka ») de l’armée russe annonce le 31 octobre sa volonté de marcher sur Petrograd « afin d’y rétablir l’ordre ». Rejoint par les chefs du parti SR, Tchernov et Gots, il propose la création d’un « gouvernement de l’ordre ». Cependant, la masse des soldats passe peu à peu aux bolcheviques, arrêtant les officiers. Le 9 novembre, Lénine appelle les soldats à s’opposer à la tentative contre-révolutionnaire des officiers, à élire des représentants et engager directement des négociations d’armistice. Le 18 novembre, l’état-major doit fuir dans le sud, le généralissime Doukhonine étant massacré par ses propres soldats.
L'armistice avec les Empires centraux est signé le 15 décembre 1917. Au cours des négociations qui s'engagent à Brest-Litovsk, les bolcheviks cherchent surtout à gagner du temps en attendant que la contagion révolutionnaire gagne les lignes allemandes. Mais ce n'est qu'en mars 1918, une fois ces espoirs déçus, qu'est signé le très dur traité de Brest-Litovsk.
À partir du printemps 1918, dans les villes comme les campagnes, les oppositions enflent contre le nouveau régime, qu'elles soient populaires, libérales, socialistes ou monarchistes - tandis que les puissances étrangères commencent à intervenir sur le territoire russe. Les bolcheviques ont eux-mêmes pris les devants en fondant une police politique, la Tcheka, dès décembre 1917, et en dissolvant l'Assemblée Constituante russe dès sa première séance en janvier 1918. Au printemps 1918, après avoir mis hors-la-loi les partis bourgeois et libéraux, ils ont engagé la répression des anarchistes puis rompu avec les SR de gauche.
Après quelques combats sporadiques dès l'automne 1917, le printemps 1918 est marqué par la constitution d'une première armée blanche dans la région du Don, par des milliers d’officiers et de junkers, ainsi que par le général Kornilov, arrêté à la suite de sa tentative de putsch en septembre 1917 et qui a pu quitter le monastère où il était interné. L'armée des volontaires est formée par le général tsariste Alexéïev. Cette armée réprime les soulèvements bolchéviques à Rostov-sur-le-Don et Taganrog, les 26 novembre et 2 janvier 1918. Les gardes rouges ouvrières de Moscou et Petrograd, sous le commandement d’Antonov-Ovseïenko convergent vers le sud et mènent une guerre de partisans, qui finissent par chasser Kornilov. C'est à ce moment-là qu'apprenant la déroute des Blancs, Lénine croit pouvoir s'exclamer, le 1er avril 1918, que la guerre civile est terminée.
En réalité, c'est véritablement à partir de l'été 1918 que s'engage la guerre civile russe, dont l'issue permet la survie du nouveau régime, mais à un prix très lourd.

## Victoire et crise du «communisme de guerre»
Pour faire face aux problèmes posés par la guerre civile et l'offensive militaire de pays étrangers (Allemagne, Angleterre, France, Japon, États-Unis), et afin d'assurer l'approvisionnement des villes et de l'armée rouge, Lénine décrète le « communisme de guerre », dont les mesures essentielles sont :
- nationalisation des industries et du commerce ;
- production planifiée de manière centralisée par le gouvernement ;
- stricte discipline pour les travailleurs (les grévistes peuvent être fusillés) ;
- travail obligatoire des paysans ;
- interdiction de l'entreprise privée ;
- réquisition de la production agricole au-delà du minimum vital pour les paysans ;
- rationnement et centralisation de la distribution de nourriture.

Les éléments fondateurs du régime, sous l'appellation de « dictature du prolétariat », se mettent aussi en place à cette époque :
- dissolution dès sa première séance de l'Assemblée constituante élue au suffrage universel (janvier 1918) ; les bolcheviks, majoritaires dans les villes, y sont minoritaires (25 % des voix) en raison du vote des campagnes en faveur du Parti socialiste révolutionnaire (60 % des voix)[36] ;
- création de l'Armée rouge le 23 février 1918 : ses soldats sont recrutés d'abord sur la base du volontariat puis par conscription ;
- mise en place, dès le 7 décembre 1917 (calendrier julien), d'une police politique, la Tchéka, et de tribunaux d'exception, chargés d'arrêter et de juger les « ennemis du régime »[N 1] tels les socialistes révolutionnaires, les anarchistes, les mencheviks, les socialistes-révolutionnaires de gauche, les sionistes, les bundistes, les pacifistes, les démocrates, les libéraux du Parti constitutionnel démocratique, et, bien sûr, les « Blancs » (partisans de la monarchie) ;
- progressivement, le Parti bolchevique devient le parti unique ;
- la censure de la presse et de la radio, qui tombent dans les mains du parti ;
- la IIIe Internationale (ou Komintern) est créée en mars 1919 à Moscou, officiellement pour être l'instrument de la « révolution mondiale » ; les partis communistes étrangers doivent se soumettre aux 21 conditions d'adhésion, qui seront officiellement écrites en juillet 1920 ; les révolutions de 1919 en Allemagne et en Hongrie, ainsi que les grèves dans la plupart des pays européens font un temps penser aux Soviétiques que la Révolution devient mondiale ; mais l'écrasement des spartakistes en Allemagne et celui du régime hongrois de Béla Kun mettent fin à ces tentatives de révolutions hors de la Russie.

Les logements possédés par des Russes aisés sont collectivisés : les appartements collectifs entrent ainsi dans la vie des Russes. Alors que la monnaie s'effondre et que le pays vit à l'heure du troc et des salaires versés en nature, le régime instaure la gratuité des logements, des transports, de l'eau, de l'électricité et des services publics, tous pris en main par le Parti qui gère tous les services du nouvel État russe. Certains bolcheviques rêvent même dès lors d'abolir l'argent ou du moins de limiter drastiquement son usage. D'abord improvisé au vu des circonstances, le « communisme de guerre » (terme créé a posteriori, apparu après la fin de la guerre civile) paraît alors un moyen de faire passer directement la nouvelle Russie au socialisme.
Le pouvoir restaure aussi un puissant dirigisme sur l'économie et sur les ouvriers. Pour ce faire, il n'hésite pas à rétablir une discipline de fer dans les usines ou à faire réapparaître des pratiques honnies comme le salaire aux pièces, le livret de travail, le lock-out, le retrait des cartes de ravitaillement, l'arrestation et la déportation des meneurs de grèves. Des centaines de grévistes sont même fusillés. Les syndicats sont épurés, bolchevisés et transformés en courroie de transmission, les coopératives absorbées, les soviets transformés en coquilles vides. En 1920, Trotski suscite une vaste controverse en proposant la « militarisation » du travail. Dans les campagnes, des détachements armés de la police politique et de l'armée rouge procèdent violemment aux réquisitions forcées de céréales pour nourrir les villes et les membres de l'armée rouge.
Le pouvoir mène aussi un énorme effort d'alphabétisation, d'éducation et de propagande à destination des soldats et des populations. Il encourage l'effervescence artistique et met les créateurs des avant-gardes au service de la révolution par une vaste production d'œuvres et d'affiches qui aident le ralliement des populations aux bolcheviques.
Cette politique sauve le régime mais contribue à l'énorme mécontentement populaire et à l'effondrement radical de la production, de la monnaie et du niveau de vie. L'économie est ruinée et le réseau de transports est disloqué. Le marché noir et le troc fleurissent. L'inégalité institutionnelle du rationnement au profit des soldats et des bureaucrates suscite les récriminations populaires. Les villes se dépeuplent, beaucoup d'ouvriers et de citadins affamés revenant à la terre. C'est ainsi que Moscou et Petrograd se vident de moitié tandis que la classe ouvrière se décompose : elle compte moins d'un million d'actifs en 1921 contre plus de trois millions en 1917.
En 1921-1922, une famine doublée d'une très grave épidémie de typhus fauche plusieurs millions de vies dans les campagnes russes.
En 1920, Albert Londres sera le premier journaliste français à pénétrer dans ce pays difficile d'accès. Il publie ses articles sur la misère du peuple russe dans le magazine L'Excelsior.

## La révolte de Kronstadt et l'instauration de la NEP (mars 1921)

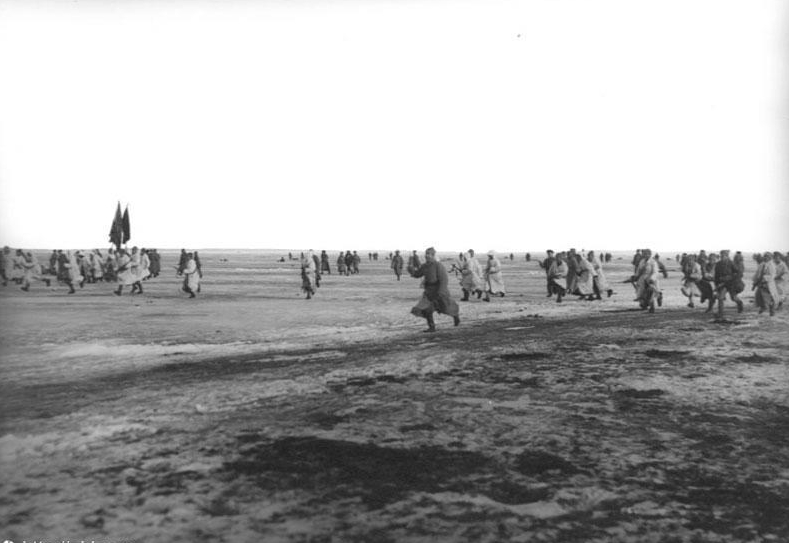
Attaque de Kronstadt par l'Armée rouge.

Écœurés par le monopole du pouvoir acquis par le parti bolchevique, ainsi que par la violence et la répression déployés dans les campagnes ou contre les ouvriers en grève, les marins de Kronstadt se révoltent entre le 6 et le 18 mars 1921 et exigent le retour au pouvoir des soviets, des élections libres, la liberté du marché intérieur, la fin de la police politique. En pratique, l'insurrection consista en la dissolution du soviet de Kronstadt et en la désignation d'un « comité révolutionnaire provisoire » à sa place. Leur soulèvement est écrasé par Trotski et Toukhatchevski.
Au même moment, le pouvoir met les mencheviks hors-la-loi, réprime les dernières grandes vagues de protestations ouvrières et entame une violente campagne de « pacification » contre les paysans insurgés. Le Xe congrès du Parti, tenu au même moment que l'insurrection de Kronstadt, abolit aussi le droit de fraction au sein du Parti.
Mais devant l'impasse du « communisme de guerre » et l'effondrement de l'économie, Lénine décide un retour limité et provisoire au capitalisme de marché : la Nouvelle politique économique (NEP) est adoptée au cours du même congrès. Cette libéralisation économique, qui ne s'accompagne d'aucune libéralisation politique, va permettre de redresser l'économie.

## Dans les arts et la culture populaire

### Filmographie

#### Cinéma
- 1918 : L'Anniversaire de la révolution de Dziga Vertov
- 1927 : Octobre : Dix jours qui secouèrent le monde de Sergueï Eisenstein
- 1937 : Lénine en octobre de Mikhaïl Romm et Dmitri Vassiliev
- 1982 : Les Cloches rouges, 2e partie : J'ai vu naître un nouveau monde de Sergueï Bondartchouk

## Documentaire
- 1967 : La Révolution d'octobre de Frédéric Rossif
- 2017 : 1917, il était une fois la révolution de Grégory Laville et Jean Yves le Naour